# Sabine Scherpf
Sabine Scherpf (* 7. April 1965) ist eine ehemalige deutsche Fußballspielerin.

## Karriere
Als die Frauenfußballmannschaft des FC Bayern München im 20. Jahr ihres Bestehens und mit dem 19. Meistertitel in der seinerzeit zweitklassigen Bayernliga die beste Mannschaft des Bayerischen Fußball-Verbandes stellte, ihre Aufstiegspremiere in die neu geschaffene, seinerzeit noch zweigleisige Bundesliga mit Aufnahme des Spielbetriebes mit der Saison 1990/91 hatte, gehörte Sabine Scherpf dieser an. Im Alter von 26 Jahren bestritt sie am 28. April 1991 (17. Spieltag) beim 1:0-Sieg im Heimspiel gegen den VfL Sindelfingen ihr einziges Bundesligaspiel. In der Folgesaison wurde sie im Punktspielbetrieb nicht mehr eingesetzt.